# Echeneis
Echeneis is een geslacht van straalvinnige vissen uit de familie van de remora's of zuigbaarzen (Echeneidae). Het geslacht werd vermeld in 1758 door Linnaeus in de tiende editie van Systema naturae.

## Soorten
- Echeneis naucrates Linnaeus, 1758
- Echeneis neucratoides Zuiew, 1789